# Selección de baloncesto de Nueva Zelanda
La selección de baloncesto de Nueva Zelanda es el equipo formado por jugadores de nacionalidad neozelandesa que representa a Nueva Zelanda Basketball en las competiciones internacionales organizadas por la Federación Internacional de Baloncesto (FIBA) o el Comité Olímpico Internacional (COI): los Juegos Olímpicos, la Copa Mundial de Baloncesto y el Campeonato FIBA Asia.
El equipo recibe el sobrenombre de Tall Blacks. El nombre Tall Blacks es uno de los muchos apodos de la selección nacional de Nueva Zelanda relacionados con los All Blacks. A lo largo de su historia, el equipo ha ganado tres Campeonatos FIBA Oceanía y apareció dos veces en los Juegos Olímpicos. Participó en su primer Campeonato FIBA Asia en 2017, terminando en cuarto lugar.

## Haka
Los Tall Blacks realizan un tradicional Haka (desafío maorí) antes de cada partido, pero debido a la influencia de Pāora Winitana y Paul Henare, es muy diferente a los realizados por los All Blacks.

## Historia
Hay una larga e histórica historia del baloncesto en Nueva Zelanda. Los Tall Blacks compitieron en los Juegos Olímpicos de Sídney 2000 y terminaron con un récord de 1-5, siendo su única victoria contra Angola, en el desempate por el undécimo lugar.
En 2001, derrotaron a Australia, en una serie de tres juegos para clasificarse para el Campeonato Mundial FIBA 2002 en Indianápolis, Estados Unidos. En el torneo terminaron cuartos, tras vencer a Puerto Rico en cuartos de final, antes de perder ante Serbia y Montenegro y Alemania. El capitán de los Tall Blacks, Pero Cameron, fue el único jugador no perteneciente a la NBA nombrado para el equipo All-Tournament en Indianápolis.
Los Tall Blacks también se clasificaron para los Juegos Olímpicos de Atenas 2004, pero nuevamente terminaron con un récord de 1-5 y perdieron ante Australia en el desempate por el noveno lugar. Su momento más destacado fue el séptimo día de los juegos, cuando derrotaron a los entonces medallistas de oro del Campeonato Mundial FIBA 2002, Serbia y Montenegro, por un marcador de 90–87.

### Campeonato Mundial FIBA 2006
En el Campeonato Mundial FIBA 2006, los Tall Blacks no repetirían el cuarto puesto de 2002. Después de un comienzo de 0-3, los Tall Blacks avanzaron a la segunda ronda, con dos victorias consecutivas para cerrar la fase de grupos. Sin embargo, caerían en octavos de final ante Argentina, medallista de oro olímpico defensor, 79–62. Después de esa decepción, Tab Baldwin dimitió como entrenador en jefe de los Tall Blacks y fue reemplazado por Nenad Vučinić, su entrenador asistente durante mucho tiempo.

### Copa Stanković 2011
El equipo compitió en la Copa Boris Stanković 2011 en China. Jugaron 3 partidos contra rivales difíciles, China, Rusia y Angola. Después de caer ante Rusia en el primer partido por sólo 3 puntos, los Tall Blacks rápidamente dejaron atrás esa situación y aplastaron a China en su segundo partido, lo que les llevó a una buena victoria contra un fuerte equipo angoleño. Los Tall Blacks se enfrentaron a un fuerte equipo ruso en la final, pero los rusos no fueron rival para el escolta estrella de los Tall Blacks, Kirk Penney, ya que anotó 30 puntos, para darle a los Tall Blacks la victoria y la medalla de oro para 2011.

### Campeonato FIBA Asia 2017
Al aterrizar en el Grupo C, Nueva Zelanda obtuvo el primer puesto y se abrió paso hasta la ronda final. Superando a Jordania en cuartos de final 98-70. Sin embargo, perdió ante Australia en la semifinal 106-79. Esto los colocó en el partido por el bronce, que los vio enfrentarse a Corea del Sur. Lamentablemente para los Tall Blacks, este fue el final de la línea, quedándose cortos 71-80 y terminando con un récord de 3-3.
Shea Illi fue nombrada miembro del equipo All Star Tournment como base.

### Campeonato FIBA Asia 2022
Después de derrotar a Corea del Sur en los cuartos de final, los Tall Blacks se enfrentaron a Australia en las semifinales, donde una derrota cerrada los envió a un desempate por el bronce por el tercer puesto con Jordania.
Nueva Zelanda pudo superar a Jordania con una victoria por 83 a 75, consiguiendo su primera medalla en 2 intentos en el Campeonato FIBA Asia. Tohi Smith Milner fue el capitán de esta carrera.
Nueva Zelanda terminó con un récord de 5-2.

### Clasificación para la Copa Mundial FIBA 2023
Basketball New Zealand y el organismo rector mundial FIBA anunciaron que los Tall Blacks jugarán un partido contra Filipinas en Auckland el 3 de julio como parte de la tercera ventana de la serie de clasificación para la Copa del Mundo. Esta es la primera vez que los Tall Blacks juegan en casa desde que vencieron a Siria 97–74 en Wellington en 2018.
Más tarde, Nueva Zelanda tuvo 2 juegos más en febrero de 2023 venciendo a Arabia Saudita en Christchurch 110-63 y luego, 2 días después, derrocando al Líbano 106-91 en Wellington.

### Copa Mundial FIBA 2023
Encuadrado en el mismo grupo que Estados Unidos, Grecia y Jordania. Los Tall Blacks lograron pasar a la ronda de clasificación del puesto 17-32 después de 2 derrotas ante Estados Unidos y Grecia y una reñida victoria en tiempo extra contra Jordania. Nueva Zelanda jugó otros 2 partidos contra México y Egipto, saliendo con un récord de 1-1 para terminar el torneo en la posición 22 con un récord de 2-3.

### Campeonato FIBA Asia 2025
Actualmente, Nueva Zelanda tiene dos juegos programados en la ventana FIBA de noviembre, de los cuales están por confirmar.

## Plantilla
- Lista de jugadores convocados que disputaron la Copa Mundial de Baloncesto de 2023.[2]

| Nueva Zelanda            | Nueva Zelanda      | Nueva Zelanda | Nueva Zelanda | Nueva Zelanda | Nueva Zelanda                |
| Num                      | Jugador            | Pos           | Altura        | Edad          | Equipo                       |
| ------------------------ | ------------------ | ------------- | ------------- | ------------- | ---------------------------- |
| 1                        | Reuben Te Rangi    | A             | 1,98 m        | 28            | South East Melbourne Phoenix |
| 2                        | Izayah Le'afa      | B             | 1,88 m        | 26            | New Zealand Breakers         |
| 3                        | Finn Delany        | AP            | 2,00 m        | 28            | Telekom Baskets Bonn         |
| 4                        | Taylor Britt       | B             | 1,88 m        | 26            | Canterbury Rams              |
| 5                        | Shea Ili           | B             | 1,84 m        | 30            | Melbourne United             |
| 7                        | Yannick Wetzell    | AP            | 2,08 m        | 27            | ALBA Berlín                  |
| 11                       | Flynn Cameron      | B             | 1,95 m        | 23            | Melbourne United             |
| 16                       | Tohi Smith-Milner  | AP            | 2,06 m        | 27            | Adelaide 36ers               |
| 20                       | Jordan Ngatai      | A             | 1,96 m        | 30            | Bay Hawks                    |
| 22                       | Hyrum Harris       | A             | 2,04 m        | 27            | Perth Wildcats               |
| 23                       | Walter James Brown | E             | 1,90 m        | 20            | Tasmania JackJumpers         |
| 42                       | Isaac Fotu         | AP            | 2,03 m        | 29            | Utsonomiya Brex              |
| Entrenador: Pero Cameron |                    |               |               |               |                              |

## Partidos

### Próximos encuentros
| Fecha                   | Ciudad       | Competición                | Local          |                           | Resultado |                           | Visitante      |
| ----------------------- | ------------ | -------------------------- | -------------- | ------------------------- | --------- | ------------------------- | -------------- |
| 13 de julio de 2022     | Yakarta      | Copa FIBA Asia 2022        | India          | Bandera de la India       | 47:100    | Bandera de Nueva Zelanda  | Nueva Zelanda  |
| 15 de julio de 2022     | Yakarta      | Copa FIBA Asia 2022        | Nueva Zelanda  | Bandera de Nueva Zelanda  | 72:86     | Bandera de Líbano         | Líbano         |
| 17 de julio de 2022     | Yakarta      | Copa FIBA Asia 2022        | Filipinas      | Bandera de Filipinas      | 75:92     | Bandera de Nueva Zelanda  | Nueva Zelanda  |
| 19 de julio de 2022     | Yakarta      | Copa FIBA Asia 2022        | Nueva Zelanda  | Bandera de Nueva Zelanda  | 97:58     | Bandera de Siria          | Siria          |
| 21 de julio de 2022     | Yakarta      | Copa FIBA Asia 2022        | Corea del Sur  | Bandera de Corea del Sur  | 78:88     | Bandera de Nueva Zelanda  | Nueva Zelanda  |
| 23 de julio de 2022     | Yakarta      | Copa FIBA Asia 2022        | Australia      | Bandera de Australia      | 85:76     | Bandera de Nueva Zelanda  | Nueva Zelanda  |
| 24 de julio de 2022     | Yakarta      | Copa FIBA Asia 2022        | Jordania       | Bandera de Jordania       | 75:83     | Bandera de Nueva Zelanda  | Nueva Zelanda  |
| 25 de agosto de 2022    | Dammam       | Clasificación Mundial 2023 | Arabia Saudita | Bandera de Arabia Saudita | 65:80     | Bandera de Nueva Zelanda  | Nueva Zelanda  |
| 29 de agosto de 2022    | Auckland     | Clasificación Mundial 2023 | Nueva Zelanda  | Bandera de Nueva Zelanda  | 100:72    | Bandera de Jordania       | Jordania       |
| 10 de noviembre de 2022 | Beirut       | Clasificación Mundial 2023 | Líbano         | Bandera de Líbano         | 77:65     | Bandera de Nueva Zelanda  | Nueva Zelanda  |
| 13 de noviembre de 2022 | Amán         | Clasificación Mundial 2023 | Jordania       | Bandera de Jordania       | 92:75     | Bandera de Nueva Zelanda  | Nueva Zelanda  |
| 24 de febrero de 2023   | Christchurch | Clasificación Mundial 2023 | Nueva Zelanda  | Bandera de Nueva Zelanda  | 110:63    | Bandera de Arabia Saudita | Arabia Saudita |
| 27 de febrero de 2023   | Wellington   | Clasificación Mundial 2023 | Nueva Zelanda  | Bandera de Nueva Zelanda  | 106:91    | Bandera de Líbano         | Líbano         |
| 26 de agosto de 2023    | Pasay        | Copa Mundial 2023          | Estados Unidos | Bandera de Estados Unidos | 99:72     | Bandera de Nueva Zelanda  | Nueva Zelanda  |
| 28 de agosto de 2023    | Pasay        | Copa Mundial 2023          | Nueva Zelanda  | Bandera de Australia      | 95:87     | Bandera de Jordania       | Jordania       |
| 30 de agosto de 2023    | Pasay        | Copa Mundial 2023          | Grecia         | Bandera de Grecia         | 83:74     | Bandera de Nueva Zelanda  | Nueva Zelanda  |
| 31 de agosto de 2023    | Pasay        | Copa Mundial 2023          | Nueva Zelanda  | Bandera de Nueva Zelanda  | 100:108   | Bandera de México         | México         |
| 2 de septiembre de 2023 | Pasay        | Copa Mundial 2023          | Nueva Zelanda  | Bandera de Nueva Zelanda  | 88:86     | Bandera de Egipto         | Egipto         |

## Historial

### Copa Mundial
Resultado General: 25.º puesto
| Copa Mundial de Baloncesto |
| --- |
| - 1950: No calificó - 1954: No calificó - 1959: No calificó - 1963: No calificó - 1967: No calificó - 1970: No calificó - 1974: No calificó - 1978: No calificó - 1982: No calificó - 1986: 21° Lugar - 1990: No calificó - 1994: No calificó - 1998: No calificó - 2002: 4° Lugar - 2006: 16° Lugar - 2010: 12° Lugar - 2014: 15º Lugar - 2019: 19º Lugar - 2023: 22° Lugar - 2027: TBD |

### Juegos Olímpicos
| Baloncesto en los Juegos Olímpicos |
| --- |
| - Berlín 1936: No calificó - Londres 1948: No calificó - Helsinki 1952: No calificó - Melbourne 1956: No calificó - Roma 1960: No calificó - Tokio 1964: No calificó - México 1968: No calificó - Múnich 1972: No calificó - Montreal 1976: No calificó - Moscú 1980: No calificó - Los Ángeles 1984: No calificó - Seúl 1988: No calificó - Barcelona 1992: No calificó - Atlanta 1996: No calificó - Sídney 2000: 11° Lugar - Atenas 2004: 10° Lugar - Pekín 2008: No calificó - Londres 2012: No calificó - Río 2016: No calificó - Tokio 2020: No calificó - París 2024: No calificó |

### Campeonato FIBA Asia
| Campeonato FIBA Asia | Campeonato FIBA Asia | Campeonato FIBA Asia | Campeonato FIBA Asia | Campeonato FIBA Asia | Campeonato FIBA Asia |
| -------------------- | -------------------- | -------------------- | -------------------- | -------------------- | -------------------- |
| - 1960: No participó |                      | - 1983: No participó |                      | - 2005: No participó |                      |
| - 1963: No participó |                      | - 1985: No participó |                      | - 2007: No participó |                      |
| - 1965: No participó |                      | - 1987: No participó |                      | - 2009: No participó |                      |
| - 1967: No participó |                      | - 1989: No participó |                      | - 2011: No participó |                      |
| - 1969: No participó |                      | - 1991: No participó |                      | - 2013: No participó |                      |
| - 1971: No participó |                      | - 1993: No participó |                      | - 2015: No participó |                      |
| - 1973: No participó |                      | - 1995: No participó |                      | - 2017: 4° Lugar     |                      |
| - 1975: No participó |                      | - 1997: No participó |                      | - 2022:              |                      |
| - 1977: No participó |                      | - 1999: No participó |                      | - 2025: ?            |                      |
| - 1979: No participó |                      | - 2001: No participó |                      |                      |                      |
| - 1981: No participó |                      | - 2003: No participó |                      |                      |                      |

### Campeonato FIBA Oceanía
| Campeonato FIBA Oceanía | Campeonato FIBA Oceanía | Campeonato FIBA Oceanía | Campeonato FIBA Oceanía | Campeonato FIBA Oceanía | Campeonato FIBA Oceanía |
| ----------------------- | ----------------------- | ----------------------- | ----------------------- | ----------------------- | ----------------------- |
| - 1971:                 |                         | - 1989:                 |                         | - 2005:                 |                         |
| - 1975:                 |                         | - 1991:                 |                         | - 2007:                 |                         |
| - 1978:                 |                         | - 1993:                 |                         | - 2009:                 |                         |
| - 1979:                 |                         | - 1995:                 |                         | - 2011:                 |                         |
| - 1981:                 |                         | - 1997:                 |                         | - 2013:                 |                         |
| - 1983:                 |                         | - 1999:                 |                         | - 2015:                 |                         |
| - 1985:                 |                         | - 2001:                 |                         |                         |                         |
| - 1987:                 |                         | - 2003:                 |                         |                         |                         |

## Palmarés
- Campeonato FIBA Oceanía:
  -   Campeón (3): 1999, 2001, 2009
  -  Subcampeón (19): 1971, 1975, 1978, 1979, 1981, 1983, 1985, 1987, 1989, 1991, 1993, 1995, 1997, 2003, 2005, 2007, 2011, 2013, 2015

- Campeonato FIBA Asia:
  -  Tercer lugar (1): 2022

- Copa FIBA Stanković:
  -   Campeón (2): 2011, 2015

- Copa Williams Jones:
  -   Campeón (1): 2000

- Juegos de la Commonwealth:
  -  Subcampeón (1): 2006
  -  Tercer lugar (1): 2018

- Torneo Internacional de Baloncesto AusTiger:
  -  Tercer lugar (1): 2019